# 尖点表現
数論における尖点表現（せんてんひょうげん、英: cuspidal representations; カスプ表現）は L2-空間に離散的に現れる代数群の表現の一種である。「尖点的」というのは、それが古典的なモジュラー形式論に関する尖点形式に関係することに由来する。保型表現の現代的な定式化では、正則函数の表現の代わりに、アデール代数群の表現を考えうる。
考えている群が一般線型群 GL2 のときの尖点表現は、尖点形式とマース形式に直接に関係する。尖点形式の場合については、各ヘッケ固有形式（アトキン＝レーナーの新形式）が尖点表現に対応する。

## 定式化
G を数体 K 上の簡約代数群とし、A を K のアデール環とする。また、Z を G の中心、ω を Z(K)\Z(A)× から C× への連続ユニタリ指標とし、アデール群 G(A) 上のハール測度を固定して、G(A) 上の複素数値可測函数 f で以下を満たすもの全体の成すヒルベルト空間を {\displaystyle L_{0}^{2}(G(K)\backslash G(\mathbb {A} ),\omega )} と書く。
1. すべての {\displaystyle \gamma ;\in G(K)} に対して、{\displaystyle f(\gamma g)=f(g)} である。
2. すべての {\displaystyle z\in Z(\mathbb {A} )}に対して、{\displaystyle f(gz)=f(g)\omega (z)} である。
3. {\displaystyle \int _{Z(\mathbf {A} )G(K)\backslash G(\mathbf {A} )}|f(g)|^{2}\,dg<\infty }
4. G(A) の任意の真の抛物型部分群に関する任意の冪単根基 U に対して {\displaystyle \int _{U(K)\backslash U(\mathbf {A} )}f(ug)\,du=0} を満たす。

この空間を G(A) 上の中心指標 ω を持つ尖点形式全体の成す空間といい、この空間に属する函数を尖点函数と呼ぶ。この空間は g ∈ G(A) の尖点函数 f への作用を
{\displaystyle (g\cdot f)(x)=f(xg)}
で与えることにより、アデール代数群 G(A) のユニタリ表現になる。中心指標 ω を持つ尖点形式の空間はヒルベルト空間の直和
{\displaystyle L_{0}^{2}(G(K)\backslash G(\mathbf {A} ),\omega )={\hat {\bigoplus \limits _{(\pi ,V_{\pi })}}}m_{\pi }V_{\pi }}
に分解される。ここで和は L2
0(G(K)\G(A), ω) のすべての既約部分表現 に亘ってとるものとし、mπ は正の整数とする（つまり、各既約表現は有限な重複度で現れる）。G(A) の尖点表現 は、表現 (π, V) の、適当な中心指標に対してこのように得られる部分表現をいう。
上記の分解に現れる重複度 mπ が全て 1 に等しい群は、重複度一性を持つという。